# Rhabdopygella laevis
Rhabdopygella laevis is een hooiwagen uit de familie Assamiidae.